# Achatocarpaceae
Achatocarpaceae je čeleď vyšších dvouděložných rostlin z řádu hvozdíkotvaré (Caryophyllales). Jsou to trnité, suchomilné, opadavé keře s jednoduchými střídavými listy a pravidelnými bezkorunnými květy. Plodem je bobule. Čeleď zahrnuje 10 druhů ve 2 rodech a je rozšířena výhradně v Latinské Americe. Její zástupci tvoří součást suchomilné keřové vegetace.

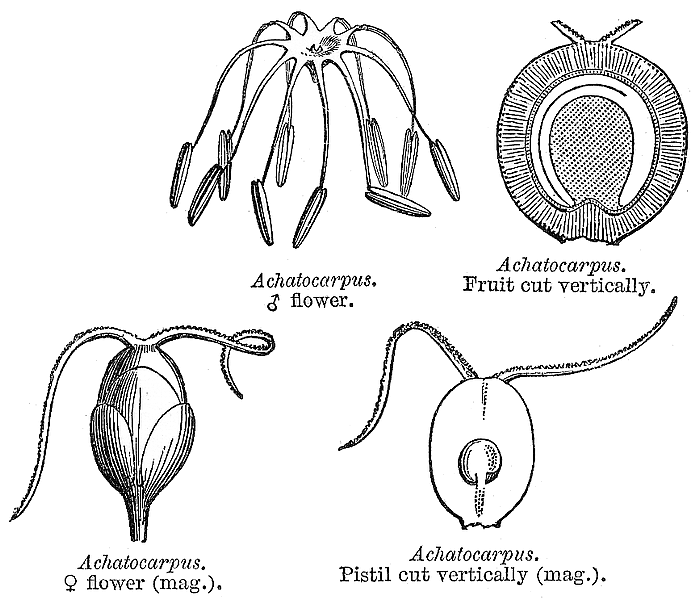
Nákres květů rodu Achatocarpus

## Popis
Zástupci čeledi Achatocarpaceae jsou opadavé dvoudomé keře a malé stromy s jednoduchými střídavými listy bez palistů. Čepel listů je celistvá, celokrajná, se zpeřenou žilnatinou. Listy obvykle při sušení nebo narušení černají. Větve jsou přinejmenším u některých druhů trnité. Květy rozkvétají u některých druhů v bezlistém stavu, jsou jednopohlavné, pravidelné, v úžlabních hroznech nebo latách. Kalich je složen ze 4 nebo 5 lístků a za plodu je vytrvalý, koruna chybí. Tyčinek je 10 až 20. Semeník je svrchní, srostlý ze 2 plodolistů, s jedinou komůrkou a 1 vajíčkem. Čnělky jsou 2. Plodem je průsvitná bělavá jednosemenná bobule.

## Rozšíření
Čeleď Achatocarpaceae zahrnuje 2 rody a 10 druhů. Rod Achatocarpus zahrnuje 9 druhů a je rozšířen v Latinské Americe od Mexika po Argentinu. Největší areál má druh Achatocarpus nigricans, který se vyskytuje od Mexika až po Bolívii. Největší počet druhů roste v Paraguayi. V oblasti Gran Chaco tvoří podstatnou součást vegetace.
Rod Phaulothamnus je monotypický, jediný druh Phaulothamnus spinescens se vyskytuje na jihu USA v Texasu a v Mexiku. Zástupci čeledi nejčastěji rostou jako součást suchomilné trnité vegetace.

## Taxonomie
V klasických taxonomických systémech byla čeleď Achatocarpaceae řazena stejně jako v molekulární taxonomii do řádu hvozdíkotvaré (Caryophyllales). Achatocarpaceae byly považovány za čeleď blízce příbuznou s čeledí líčidlovité (Phytolaccaceae). Podle kladogramů APG jsou Achatocarpaceae sesterskou větví čeledi hvozdíkovité (Caryophyllales). Obě čeledi tvoří spolu s čeledí laskavcovité (Amaranthaceae) monofyletickou větev řádu hvozdíkotvaré.

## Ekologické interakce
Nenápadné bezkorunné květy s mnoha tyčinkami jsou opylovány větrem. O způsobu šíření semen není nic známo.

## Přehled rodů
Achatocarpus, Phaulothamnus